# Paul Caron (homme politique, 1921-2012)
Pour les articles homonymes, voir Paul Caron et Caron.
Paul Caron, né le 13 juillet 1921 à Saint-Nicolas-d'Aliermont et mort le 2 février 2012 à Dieppe, est un homme politique français.

## Biographie
Paul Caron est candidat aux élections législatives de 1967 dans la neuvième circonscription de la Seine-Maritime.

## Détail des fonctions et des mandats
Mandat parlementaire
- 2 avril 1973 - 2 octobre 1977 : Sénateur de la Seine-Maritime